# Diaphus meadi
Diaphus meadi är en fiskart som beskrevs av Nafpaktitis, 1978. Diaphus meadi ingår i släktet Diaphus och familjen prickfiskar. Inga underarter finns listade i Catalogue of Life.